# 短萼忍冬
短萼忍冬（学名：Lonicera brevisepala）是忍冬科忍冬属的植物，是中国的特有植物。分布在中国大陆的甘肃等地，生长于海拔1,500米至1,800米的地区，常生长在山谷冲积地，目前尚未由人工引种栽培。